# Lycianthes dombeyi
Lycianthes dombeyi là loài thực vật có hoa trong họ Cà. Loài này được (Dunal) Hassl. mô tả khoa học đầu tiên năm 1917.